# Mansa
Mansa fou un estat tributari protegit a l'agència de Mahi Kantha, divisió de Sabar Kantha, a la província de Gujarat, Presidència de Bombai, rodejat per territori del Gaikwar de Baroda. La població el 1881 era de 13.299 habitants.
El sobirà era descendent de la dinastia chaura, que va governar Anhilwara (Patan) el 746-942 i després de la caiguda de la qual van rebre una assignació de terres en una data no coneguda. El 1881 era thakur o raol Raj Singhji de la casta rajput chaura. Els ingressos de l'estat eren de 4.600 lliures i el tribut de 1.175 lliures que es pagaven al Gaikwar de Baroda.
La capital era Mansa a 23° 26′ N, 72° 43′ E / 23.433°N,72.717°E amb una població el 1881 de 7.898 habitants i el 1901 de 9.530. Tenia una gran comunitat de mercaders i era considerada la ciutat més rica de Mahi Kantha.

## Llista de thakurs
- Raol Sursinhji
- 14 generacions
- Raol Rajsinhji Bhimsinghji ?-1889
- Raol Shri Takhsinhji 1889-?
- Raol Shri Sajjansinhji (fill)
- Rao Shri Vanrajsinhji (sill)